# Gensko zdravljenje
Gensko zdravljenje pomeni vnos specifičnega gena v celico z namenom popraviti kako specifično napako. Prednost genskega zdravljenja je delovanje na dejavnike oziroma povzročitelje bolezni, ne pa le odprava simptomov. 

## Zgodovina
Temeljna zamisel genske tehnologije se je porodila leta 1973, ko sta biokemika Herbert Boyer in Stanley Cohen poskušala izolirati gene iz celice, jih v epruveti spremeniti in razrezati ter dele na novo sestaviti. Te na novo sestavljene gene pa sta potem poskušala ponovno spraviti v celico. Pri tem je bilo ključno vprašanje ali bodo geni po tem posegu še delovali. Poskus se je posrečil in genetiko iz sveta čiste znanosti izstrelil v vsakdanje življenje.
Klinični preskusi genske terapije so se začeli že leta 1990 za zdravljenje dedne bolezni SCID; to je skupina bolezni, ki se v večini populacij redko pojavlja, pogostejša pa je pri novorojenčkih Indijancev na jugozahodu ZDA. SCID nastane zaradi okvare enega izmed genov, kar povzroči motnje v razvoju limfocitov B in T, kar se kaže v pomanjkljivem delovanju imunskega sistema. Leta 1990 so v kulture limfocitov T dveh deklic vnesli gen za adenozinsko deaminazo. Zdravljenje je bilo uspešno, kljub izrednemu uspehu tega zdravljenja, pa ni mogoče potrditi, da je izboljšano delovanje imunskega sistema izključno posledica vnosa nadomestnega gena, saj sta deklici sočasno prejemali tudi nadomestne odmerke manjkajočega encima.

## Delitev
Pojem gensko zdravljenje vključuje spekter pristopov:
- Popravljalno gensko zdravljenje: ponovno se vzpostavi normalna funkcija bodisi manjkajočega ali mutiranega gena ali pa se negira učinek tumorskega promotorskega gena (onkogena).
- Citoredukcijsko gensko zdravljenje: dostavijo se zunajcelični geni, ki povzročijo propad celice ali pa omogočijo uporabo citotoksičnih agensov.
- Imunospreminjajoče gensko zdravljenje: prihaja do genske ekspresije, ki poveča imunski odgovor proti tumorskem tkivu.

Danes je za gensko terapijo odobreno več kot 400 protokolov s strani Nacionalnega inštituta za zdravje (NIH) v ZDA.
| Pregled protokolov za gensko terapijo | Pregled protokolov za gensko terapijo | Pregled protokolov za gensko terapijo |
| Uvrstitev glede na bolezen            | Število protokolov                    | Uvrstitev glede na vektor             |
| ------------------------------------- | ------------------------------------- | ------------------------------------- |
| Rak]                                  | 280                                   | Retrovirus                            |
| AIDS/HIV infekcija                    | 35                                    | Adenovirus                            |
| Multipla skleroza                     | 1                                     | Plazmidna DNK                         |

Kot je razvidno iz preglednice, se pri genski terapiji uporabljajo različni vektorji. Virusni vektorji so najbolj pripravni za gensko dostavo gena v celico. Podvajajo se znotraj celice, poleg tega pa so razvili mehanizem za vstop v celico in uporabo celičnih komponent za ekspresijo lastnih genov. Glede na uporabo in vrsto virusa pri genskem zdravljenju večina virusov vsebuje mutacijo, ki onemogoča podvajanje le tega.

## Vektorji, uporabljeni pri genskem zdravljenju
Molekula, ki nosi gene, se imenuje vektor. Poenostavljeno so geni verige DNK, iz katerih se lahko prepišejo beljakovine. V celice v kulturi ali v organizmu se vnašajo vključeni v nosilce ali vektorje. Vektorji so tudi kosi nukleinskih kislin, ki poleg želenega gena vsebujejo še informacije za regulatorne elemente, ki določajo, kdaj in v katerih vrstah celic bo prišlo do prepisovanja v njih vključenih genov, in signale za ohranitev v človeških celicah.
Idealen vektor naj bi bil:
- sposoben prenašanja čim večjih odsekov nukleinskih kislin oz.

kosov DNA in RNA različnih velikosti
- v organizem naj bi ga bilo mogoče vnesti po neinvazivni poti

- omogočal naj bi celično oz. tkivno specifično dostavo

- vektor naj ne bi povzročal škode zdravim, normalnim celicam

- naj ne bi bil imunogen

Takšnega vektorja še niso našli, saj ima vsak vektor svoje pomanjkljivosti in omejitve. Težave se pojavljajo pri:
- velikosti vstavljenega genskega materiala, saj imajo nekateri

vektorji izredno majhno kapaciteto
- koliko časa traja izražanje genov, saj je za nekatere bolezni potrebno le kratko, za druge pa stalno izražanje

- nekateri vektorji izzovejo imunski sistem, kar zmanjša uspešnost transfekcije

- težava se pojavlja tudi pri vektorjih, ki genski material vgradijo v celični genom, saj lahko to prekine normalno nukleotidno zaporedje kakega pomembnega celičnega gena, kar lahko vodi v razvoj novih genskih bolezni, tudi raka.

V splošnem velja, da imajo nevirusni vektorji v primerjavi z virusnimi manjšo transdukcijsko učinkovitost in kratkotrajno transgensko ekspresijo. Idealni vektor naj bi imel majhen antigenski potencial, visoko kapacitivnost in visoko transdukcijsko učinkovitost. Prav tako naj bi dovoljeval tarčno in kontrolirano transgeno ekspresijo, bi bil cenovno sprejemljiv in varen tako za bolnika kot tudi za okolje.
| Primerjava različnih vektorjev pri prenosu genov | Primerjava različnih vektorjev pri prenosu genov | Primerjava različnih vektorjev pri prenosu genov | Primerjava različnih vektorjev pri prenosu genov | Primerjava različnih vektorjev pri prenosu genov | Primerjava različnih vektorjev pri prenosu genov |
| Značilnost                                       | Adenovirus                                       | Retrovirus                                       | Lentivirus                                       | Herpesvirus                                      | Nevirusni                                        |
| ------------------------------------------------ | ------------------------------------------------ | ------------------------------------------------ | ------------------------------------------------ | ------------------------------------------------ | ------------------------------------------------ |
| Razpon                                           | obsežen                                          | omejen                                           | obsežen                                          | omejen                                           | obsežen                                          |
| Učinkovitost transdukcije                        | zelo visoka                                      | nizka                                            | nizka                                            | zmerna                                           | zelo nizka                                       |
| ne                                               | da                                               | da                                               | ne                                               | ne                                               |                                                  |
| Čas ekspresije                                   | več tednov do mesecev                            | daljše obdobje                                   | daljše obdobje                                   | nekaj dni                                        | nekaj dni                                        |
| Sestava vektorja                                 | lahka                                            | dognana                                          | težka                                            | težka                                            | variabilna                                       |
| Velikost transgena                               | 5-36 kb                                          | 4-5 kb                                           | 8-9 kb                                           | velika                                           | praktično neomejena                              |
| Količina vektorja (titer)                        | visoka (>1011)                                   | nizka (<107)                                     | nizka (<106)                                     | visoka (1010)                                    | visoka                                           |
| Celična proliferacija                            | ni potrebna                                      | potrebna                                         | ni potrebna                                      | ni potrebna                                      | ni potrebna                                      |
| Regulacija ekspresije                            | dostopna                                         | možna                                            | možna                                            | težka                                            | dostopna                                         |
| Imunski odgovor                                  | visok                                            | redek                                            | redek                                            | visok                                            | nizek                                            |

### Nevirusni vektorji
Ti vektorji imajo nekatere prednosti pred virusnimi, saj je delo z njimi veliko lažje, kapaciteta za DNK sekvence je zelo visoka, toksičnost je relativno nizka, lahko so specifično usmerjeni v tarčno tkivo in niso imunogeni, kar omogoča ponavljajoče doziranje. Problem, s katerim se srečujemo pri takih vektorjih, je zelo nizka učinkovitost transdukcije. Med nevirusne vektorje prištevamo liposome, molekularne konjugate, golo DNK, biolistiko in elektroporacijo.

#### Liposomi
Pri tem genskem prenosu je DNA »ovita« v liposomalni plašč, ki dovoljuje adsorpcijo na celično membrano in vstop v celico s pomočjo endocitoze. Učinkovitost transdukcije v tem primeru je odvisna od velikosti liposoma in njegove lipidne sestave. Učinkovitost lahko povečamo z vstavitvijo monoklonskih protiteles v lipidni kompleks, tako je izključena lizosomska pot.

#### Biolistika
Osnovni princip biolistike je »bombardiranje« tanke plasti celic z zlatimi delci, na katere nanesemo molekule DNK. V nekaterih celicah, skozi katere potuje zlati delec, se DNK sprosti in stabilno integrira v celični genom.

#### Gola DNK
Plazmidna DNK se direktno vnese v tkivo (mišične celice, kožne celice in jetrne celice). Tako se lahko tvori zadovoljiv imunski odgovor na protein, katerega zapis se nahaja na vstavljeni DNK.

### Virusni vektorji
Virusi iz različnih družin (retrovirusi, adenovirusi, herpesvirusi, pikornavirusi in alfavirusi) so bili uporabljeni pri sestavljanju virusnega vektorja. Prvi uporabljeni virusi za gensko terapijo so bili retrovirusi.

## Osnovni koncept retrovirusnih vektorjev in t. i. pomagalnih sistemov
Po vstopu virusa v celico sledi vgrajevanje in podvojevanje le-tega. Prihaja do sestavljanja novih virusov in končno do zadnje stopnje v razmnoževanju, do izstopanja iz celice. Virusi lahko vstopijo v celice šele, ko se s posebnimi proteinskimi ligandi, ki so na površini virusov (v ovojnici), pritrdijo na specifične proteinske receptorje na membrani tarčnih celic. Tako se npr. človeški virus imunske pomankljivosti (HIV) pritrdi na CD4 in CXCR4, ali CCR5 receptorje limfocitov T in makrofagov. Njegov ligand je gp120, katerega zapis se nahaja v regiji env. Zato v večini genskih terapij ni zaželeno, da se dostavi virus, ki ima popolno zmožnost podvojevanja, saj bi lahko prišlo do infekcij okoliškega tkiva in s tem do patogenega učinka. Prav zaradi omenjenega so v večini retrovirusnih sistemov, namenjenih za gensko terapijo, virusne komponente razdeljene v vektor in t. i. pomagalni sistem. S tem se zmanjša možnost, da bi se virus prosto podvojeval. 
Večina vektorjev ima delecijo enega ali več genov, ki imajo zapis za virusne proteine. Pomagalni sistemi so sestavljeni tako, da nosijo zapis za virusne proteine, s tem je omogočeno podvojevanje vektorjev. Pomagalni sistemi so večinoma t. i. celice pomagalke ali pomagalni virusi. Slednjih se ne uporablja tako pogosto zaradi možnega nastanka kompetentno podvojevalnega virusa, saj je namreč stopnja rekombinacije zelo velika. Večina retrovirusnih vektorjev je vzdrževanih kot bakterijski plazmid zaradi lažje manipulacije in podvojevanja.

## Pomagalni sistem
Pri pomagalnem sistemu z »enim genomom« (One-Genome Helper Constructs) so celične linije klonirane s provirusno DNK, ki nima signala za sestavljanje. Učinkovitost razmnoževanja retrovirusnega vektorja je v tem primeru zelo velika. Omenjeni sistem vsebuje veliko virusnega genoma in si tako deli visoko stopnjo homologije z retrovirusnim vektorjem. Zaradi visoke homologije lahko pride do rekombinacije med sekvencami v genomu pomagalnega sistema in retrovirusnega vektorja, kar lahko vodi do nastanka samostojnega kompetentnega virusa. 
Poznamo še t. i. »razdeljen genski pomagalni sistem« (Split-Genome Helper Construct), pri katerem celične linije vsebujejo dva plazmida. Eden nosi zapis za Gag/Gag-Pol poliproteine, drugi pa zapis za Env proteine. Tak sistem naj bi bil mnogo varnejši, saj pri tem težje prihaja do rekombinacije.
Znanih je kar nekaj pomagalnih sistemov, katerih bistvena vloga ostaja enaka, to je, da dobivamo visoke titre retrovirusnih vektorjev in da je zagotovljena visoka varnost. Omeniti velja še t. i. sisteme, ki tvorijo psevdoviruse. Pojem »psevdo« se v tem primeru nanaša na novo zgrajene viruse, ki imajo nukleinsko kislino enega in beljakovinski plašč drugega virusa.

## Kloniranje oz. mesta kloniranja pri retrovirusih
MLV (Murine Leukemia Virus) vektorji so najpogosteje uporabljeni retrovirusni vektorji. Osnovni princip takega vektorja je prikazan na sliki. Poznanih je nekaj proteinov ovojnice, ki so odgovorni za razpon gostitelja. Virusi, ki imajo ekotropične ovojnice, lahko okužijo samo mišje celice. Mišje celice in celice drugih vrst pa lahko okužijo virusi z amfotropično ovojnico. Virusi s ksenotropično ovojnico lahko okužijo samo celice drugih vrst in ne mišjih celic. SNV (Spleen Necrosis Virus) vektorji so podobni MLV vektorjem, vendar niso pogosto uporabljeni v genskem zdravljenju.

## Izražanje retrovirusnih vektorjev
Po vnosu določenega retrovirusnega vektorja v gostitelja je pomembno, kako se bo vektor izražal. Prav zaradi tega imajo mnogi narejene določene spremembe. S tem je omogočena regulacija genskega izražanja in »vključitev« ali »izključitev« virusnega vektorja.
- Pri »standardnih« vektorjih je cela RNK izražena z retrovirusnega promotorja, ki se nahaja na 5' koncu, v U3 regiji. Virusna RNA vsebuje R, U5, 5' nekodirajočo regijo, naš izbran gen, 3' nekodirajočo regijo, U3 in R.
- Vektorjem, ki uporabljajo notranji promotor, je omogočeno izražanje dodatnih genov. Tako lahko pride do sinteze celostne RNA in »podgenomske« RNK.
- Pri vektorjih z alternativnim izrezovanjem prihaja do nastanka dveh proteinov s pomočjo izrezovanja RNK. Ker so zaporedja vektorske RNK lahko zelo različna, prihaja do nastanka drugačnih proteinov, kar predstavlja problem pri genskem zdravljenju.

Poleg omenjenih retrovirusnih vektorjev poznamo še vektorje, ki se bodisi samodejno »izklapljajo« ali pa »izklapljajo« in »vklapljajo«. Pri Cre/loxP vektorjih prihaja do samodejnega »izklapljanja« retrovirusnega vektorja. Mestno specifična Cre rekombinaza bakteriofaga P1 prepoznava 32 bp dolga zaporedja imenovana loxP. Cre lahko učinkovito vodi mestno specifično rekombinacijo tako, da uporablja dve mesti loxP, ki sta ločeni s sekvencami različnih dolžin. Pri takšnem načinu rekombinacije prihaja do delecij, vključitev in inverzij sekvenc med loxP mesti. Tak pristop so uporabili pri sestavljanju retrovirusnega vektorja. 
5' LTR konec je cel in vsebuje mnogo cis-delujočih elementov potrebnih za retrovirusno podvojevanje. Vektor vsebuje cre rekombinazne gene, ki se izražajo z notranjim promotorjem. 3' LTR konci so spremenjeni, saj imajo vstavljene dodatne sekvence v U3 regiji. Prav tako se v U3 regiji nahaja loxP mesto, promotor in naš izbrani gen. V celici pomagalki se prepiše celostna RNK in se vstavi v virus. Po infekciji tarčne celice se virusna RNK reverzno prepiše. Sintetizira se Cre rekombinaza, ki je odgovorna za delecijo sekvenc med loxP mesti v virusni DNK. Zaradi tega pride do delecije 5' LTR, 5' nekodirajoče regije, notranjega promotorja in cre.

## Rekombinantni adenovirusni vektorji
Prva generacija adenovirusnih vektorjev pri genskem prenosu je bila uporabljena že leta 1985. Najpogostejša metoda pri pridobivanju rekombinantnih adenovirusov vključuje homologno rekombinacijo v celici sesalcev, ki je zmožna »dopolniti« nepopolne adenoviruse. Pri tej metodi potrebujemo dva vektorska sistema t. i. »shuttle« in pomagalni plazmid. Prvi vektor večinoma vsebuje 5' konce adenovirusnega genoma, pri katerem sta E1A in E1B gena zamenjana s transgenom. 
Izražanje transgena je vodeno s svojimi lastnimi regulatornimi elementi. Pomagalni sistem preskrbi večino adenovirusnega genoma. Sestava novega virusa samo s pomagalnim sistemom ni možna zaradi tega, ker imajo le-ti delecijo E1 ali ostalih nujno potrebnih genov. Z vstavitvijo obeh vektorjev v celico se s pomočjo homologne rekombinacije transgen vstavi v virusni genom in s tem zamenja E1A in E1B gene. Čeprav je sama metoda zelo uspešna, se je potek pokazal za dokaj težavnega in časovno zamudnega. Prav zaradi omenjenega poskušajo izboljšati učinkovitost rekombinacije.

## Klinični poskusi
Po podatkih revije Gene Medicine, so v kliničnih poskusih pri genskem zdravljenju najpogosteje uporabljeni adenovirusni in retrovirusni vektorji. Prvi zavzemajo 25%, slednji pa 24%. Uporabljajo se predvsem za dostavo citokinov (26%), predstavitev antigenov (15%), zaviranje tumorske rasti (12%), ter apoptozo celic (7%). Prvi klinični testi genskega zdravljenja pri človeku so bili namenjeni zdravljenju genske bolezni imenovane ADA (adenozin deaminaza). Tak bolnik ima močno prizadet imunski sistem. Pri tem bolniku so izolirali bele krvničke in jih inficirali z MLV vektorjem, ki je izražal ADA in neomicin fosfotransferazni gen (neo), kateri je služil kot označevalec. Nato se celice vstavili nazaj v bolnika. Bolniku se je stanje izboljšalo, prav tako so pa nekaj let kasneje našli provirus, ki je vseboval ADA. 

## Dedne bolezni primerne za gensko terapijo
Bolezni imunskih pomankljivosti
- SCID (=POMANKANJE ADENOZIN DEAMINAZE (ADA)): odsotnost adenozin aminaze vodi v akumulacijo dATP, ki je toksičen za limfocite T in B. Bolniki imajo ponavljajoče se infekcije zaradi defektnega celičnega in humoralnega imunskega odziva. Zdravili so jo s pomočjo infuzije T limfocitov iz periferne krvi, transduciranih z retrovirusnim vektorjem, ki je vseboval človeški ADA gen.

- X-SCID, ki je na kromosom X vezana huda kombinirana imunska pomanjkljivost

Jetrne bolezni
- Družinska hiperholesterolemija: je bolezen pri kateri jetra slabo čistijo LDL lipoproteine iz krvi, zaradi pomanjkanja ali disfunkcije LDL receptorja. Možno zdravljenje je transplantacija jeter ali genetska modifikacija jeter, da začnejo izražati LDL receptorje (z retrovirusnimi vektorji).

- Hemofilija A: je bolezen, ki lahko povzroča smrtno nevarne spontane krvavitve, zaradi pomanjkanja koagulacijskega faktorja VIII. Standardno zdravljenje temelji na pogosti infuziji faktorja VIII iz plazme. Poskušali pa so tudi že sintetizirati ta faktor, vendar so bili slabo uspešni, saj faktor kodira veliki gen, zaradi česa so prišli v poštev samo retrovirusni in adenovirusni vektorji.

Pljučne bolezni
- Cistična fibroza: je ena najpogostejših dednih bolezni v Evropi in prizadene enega od 2500 živorojenih otrok. Zaradi mutacije gena ki nosi navodila za sintezo membranske beljakovine za prečrpavanje kloridnih ionov iz celice, se pri bolnikih v dihalnih poteh, pljučih in izvodilih trebušne slinavke izloča in kopiči gosta in lepljiva sluz. Povprečna življenjska doba bolnikov, ki obolevajo za to boleznijo in se zdravijo je trideset let, nezdravljeni otroci pa umrejo v starosti štiri do pet let. Cistična fibroza je za zdaj še neozdravljiva in zdravniki lahko le lajšajo simptome z dihalno terapijo, ki pospešuje čiščenje pljuč, v katerih se nabira sluz.

Upanje za te bolnike v prihodnosti zbuja gensko zdravljenje, s katerim bo mogoče popravljati napake v genih ali okvarjene gene nadomestiti z nepoškodovanimi.

## Zdravljenje raka
Namen pri zdravljenju raka je selektivno uničenje tumorskega tkiva in celic. V splošnem se za zdravljenje uporabljajo geni, ki so občutljivi na zdravila (npr. herpesna timidin kinaza), imunski spodbujevalci (IL-2, IL-12), antigeni melanoma (tumor melaninskih celic) (npr. MART-1), tumorski zaviralci (npr. p53). Do danes je bilo z adenovirusnimi vektorji zdravljenih mnogo vrst raka (melanoma, rak prostate, rak pankreasa, rak pljuč,...). Han in sodelavci so izdelali retrovirusni vektor, ki je bil namenjen zdravljenju raka dojk (in vitro). Ekotropično ovojnico Mo-MLV (Moloney murine leukemia virus) so spremenili z vstavitvijo sekvenc, ki so imele zapis za humani heregulin. Pri okoli 20% raka dojk, je rak posledica pretiranega izražanja HER-2 (receptor za človeški epidermalni rastni faktor (EGF)). Zasledili so tudi dve ostali družini, HER-3 in HER-4. Ligand za omenjene receptorje je heregulin. Tako so v celičnih linijah uspeli znižati izražanje HER-2,3,4. 
Druga skupina je uporabila pri zdravljenju raka dojk »popravljalni« pristop. Mutacija ali delecija v genih p53 in BRCA1 lahko vodi do nastanka raka dojk. S popravljanim pristopom lahko »popravimo« omenjena gena.
Možnosti s katerimi bi lahko zdravili raka je več, in sicer:
- Celična smrt: v tumorske celice bi lahko vnesli gene za encime, ki bi neko netoksično predzdravilo pretvorili v toksin, ki bi zaustavil delitev celice. Poznamo človeku lastne gene s takšnim delovanjem, še primernejši pa bi bili tuji geni, saj pri njih ne bi prišlo do pretvorbe predzdravila v toksični metabolit v nobeni drugi celici, kot v tisti, ki bi ji vstavili encim potreben za pretvorbo.
- Virusno posredovana onkoliza: nekateri virusi se iz okuženih celic širijo ob citolizi, zato bi lahko mehanizem lize gostiteljskih celic uporabili pri zdravljenju tumorjev, tako da bi zagotovili selektivno razmnoževanje virusov v tumorskih celicah in onemogočili njihovo razmnoževanje v zdravem tkivu. To bi lahko storili z izrezovanjem virusnih genov, ki so potrebni za pomnoževanje v normalnih celicah, vendar niso potrebni za replikacijo znotraj tumorskih celic. Primeri takih virusov so adenovirusi in HSV.
- Zaščita ob kemoterapiji: nekateri tumorji imajo gene, s katerimi se varujejo pred citotoksičnimi učinki, takšen gen je tudi MDR-1. Ta gen spada med gene, ki kodirajo transportne beljakovine za odpornost na številna zdravila, zato bi lahko toksične učinke kemoterapije zmanjšali s selektivnim vnosom zaščitnih genov MDR-1 v zdrave celice, s čimer bi, kljub visokim dozam kemoterapevtika, ohranili za obrambo telesa potrebo število celic naravnega in imunskega odgovora.

## Nevarnosti genskega zdravljenja
Pri vektorjih, ki se v celicah vrinejo v celični genom, še ne znamo kontrolirati mesta vrivanja v genom, zato bi lahko vnos vektorja prekinil kak pomemben celični gen ali spremenil uravnavanje izražanja sosednjih genov. Prekinitev za celico pomembnega gena bi lahko vodila v razvoj druge genetske bolezni ali okvare, če pa bi bil gen s spremenjenim izražanjem pri katerem se v celico vnesejo nukleinske kisline, za nadomestilo, spremembo ali utišanje izražanja genov tumorski supresor ali onkogen, pa bi lahko prišlo do maligne transformacije. Močan imunski odziv na vnos vektorja pa je lahko tudi smrten, saj lahko povzroči odpoved organov.
Obstaja pa tudi možnost genske obdelave zarodnih celic oziroma oplojenih jajčec, s čimer bi se popravljeni gen z delitvijo zarodne celice prenesel v vse celice zarodka oz. novorojenčka, hkrati pa bi s tem prekinili morebiten prenos okvarjenega gena na naslednje generacije. Tveganje takšnega zdravljenja je veliko, saj bi lahko že majhna tehnološka napaka vplivala na vse naslednje generacije, zato so tovrstni posegi v človeške zarodne celice prepovedani.
Prvi bolnik, ki je umrl zaradi genskega zdravljenja, je bil Jesse Gelsinger. Imel je okvaro jetrnega encima ornitin transkarbamilaze (OTC), ki kontrolira metabolizem amonija. Uporabljen je bil adenovirusni vektor, ki je imel zapis za izražanje OTC. Po inficiranju z vektorjem se vektor ni dostavil samo v jetra, temveč tudi v druga tkiva. Prišlo je do sistematičnega vnetnega odziva. Bolnik je dobil visoko vročino, kateri je sledila koma in nazadnje smrt. Kot navaja FDA (Food and Drugs Administration) naj bi bilo kršenih več pravil. FDA namreč ni bila obveščena o tem, da sta imela predhodna bolnika, zdravljena na enak način, zelo resne težave. Raziskovalci niso sporočili, da sta pri izvajanju poskusov na dveh opicah obe umrli, prav tako naj bi imel Gelsinger visoko poškodbo ledvic, zato naj se ne bi izvedli poskusi. Verjetno Gelsinger ni bil edini, ki je umrl zaradi genskega zdravljenja, zato je pomembno v prvi vrsti zagotoviti varnost bolnika.

### Tveganje pri uporabi adenovirusnih vektorjev
Kadar pri genski terapiji uporabljamo adenovirusne vektorje, lahko naletimo na tri potencialna tveganja:
1. Razvoj vnetja organa in nedelovanje zaradi imunskega odgovora celic, katerim smo vnesli adenovirusni vektor;
2. Razvoj tolerance do adenovirusnega vektorja lahko vodi do hude bolezni pri okužbi z divjim tipom virusa;
3. Razvoj divjega tipa virusa

## Uspešnosti genskega zdravljenja
Zdravljenje SCID (Severe Combined ImmunoDeficiency):
- Genetske napake, katerih posledica je znižanje števila T, B in NK celic
- Večinoma zbolevajo moški
- Tipi: ADA ali gama veriga
- Italija, Izrael, Anglija, Francija in ZDA poročajo o uspešnosti zdravljenja pri otrocih

Veliko zanimanje se kaže v uporabi genskega zdravljenja pri infekcijskih boleznih. Sem spada zdravljenje HIV-a, virusa influence, humani papilomavirusi, hepatitis B in C, virus Epstein-Barr, Mycobacterium tuberculosis, ... Da bi preprečili okužbo z M. tuberculosis so se raziskovalci usmerili v razvoj genetskega cepiva, tako da bi gen izražal mikobakterijski antigen, bodisi Hsp65 (Heat Shock protein 65) ali antigen 85. Trenutno (2006) poteka po svetu 714 testiranj v I. klinični fazi, 161 testiranj v II. klinični fazi in 24 testiranj v III. klinični fazi. Vsi produkti, namenjeni genskemu zdravljenju človeka, morajo izpolnjevati pogoje določene v direktivi Evropske skupnosti.

## Komisija evropskih skupnosti
Izdelki za gensko in somatsko celično zdravljenje so razvrščeni kot zdravila in kot takšni obravnavani v Skupnosti (Del IV Priloge I k Direktivi 2001/83/ES, kakor je bila spremenjena z Direktivo 2003/63/ES), zlasti izdelki tkivnega inženirstva pa so trenutno zunaj katerega koli zakonodajnega okvira Skupnosti. To vodi k različnim nacionalnim pristopom glede pravnega razvrščanja in pridobivanja dovoljenja za promet, s čimer se krši prosti pretok izdelkov tkivnega inženirstva v Skupnosti in ovira dostop bolnikov do teh inovativnih oblik zdravljenja.

### Cilji
Splošni cilj politike je izboljšati varen dostop bolnikov do naprednega zdravljenja z več raziskavami in razvojem izdelkov za gensko zdravljenje, izdelkov za somatsko celično zdravljenje in izdelkov tkivnega inženirstva ter dovoljenji za promet z njimi. 
Glavni cilji so natančneje:
- zagotoviti visoko raven varovanja zdravja evropskih bolnikov, ki se zdravijo z izdelki za napredno zdravljenje;
- uskladiti dostop na trg in izboljšati delovanje notranjega trga z oblikovanjem prirejenega in obširnega ureditvenega okvira za pridobivanje dovoljenja za promet, nadzor in nadzor po pridobitvi dovoljenja za promet z izdelki za napredno zdravljenje;
- pospeševati konkurenčnost evropskih podjetij, ki delujejo na tem področju;
- zagotoviti celovito pravno varnost in pri tem omogočiti zadostno prožnost na tehnični ravni za upoštevanje hitrosti znanstvenega in tehnološkega razvoja.

### Odbor za napredno zdravljenje
V okviru agencije EMEA (Evropska agencija za zdravila) je Odbor za zdravila za uporabo v humani medicini (Committee for Medicinal Products for Human Use – CHMP) odgovoren za pripravo mnenja Agencije o kakršnih koli znanstvenih zadevah glede vrednotenja zdravil za humano uporabo in za zagotovitev doslednosti pri presoji tveganj in koristi za vse kategorije zdravil.
Vendar pa ocenjevanje zdravil za napredno zdravljenje pogosto zahteva zelo posebno strokovno znanje, ki presega okvire tradicionalnega farmacevtskega področja in zajema mejna področja z drugimi sektorji, kot so biotehnologija ali medicinski pripomočki. Zato je primerno znotraj Agencije ustanoviti Odbor za napredno zdravljenje (Committee for Advanced Therapies – CAT), s katerim bi se CHMP posvetoval glede ocene podatkov o zdravilih za napredno zdravljenje in ki bi pri tem ostal odgovoren za izdana znanstvena mnenja.

### Uredba evropskega parlamenta in sveta
Evropski parlament in Svet Evropske unije sta ob upoštevanju Pogodbe o ustanovitvi Evropske skupnosti, zlasti člena 95 Pogodbe, ob upoštevanju predloga Komisije, ob upoštevanju mnenja Ekonomsko-socialnega odbora, ob upoštevanju mnenja Odbora regij, v skladu s postopkom iz člena 251 Pogodbe in ob upoštevanju 28 alinej sprejela 30 členov za uredbo, ki določa posebna pravila v zvezi pridobivanjem dovoljenja za zdravila za napredno zdravljenje, njihovim nadzorom in farmakovigilanco. Celotna uredba je dostopna na spletu.

### Citirani
1. ↑  Human gene transfer protocolos Arhivirano 2006-11-25 na Wayback Machine.. 2005. National Institues of Health - Rockledge Drive. Pridobljeno 26.10.2006.
2. ↑  Han X., Kasahara N., Kan Wai Y. (1995). Ligand-directed retroviral targeting of human breast cancer cells Arhivirano 2007-09-30 na Wayback Machine.. Proceedings of the National Academy of Sciences of the United States of America, 92(21): 9747-9751
3. ↑  Obermiller P. S., Tait D. L., Holt J. T. 2000. Gene therapy for carcinoma of the breast: Therapeutic genetic correction strategies Arhivirano 2013-08-01 at Archive.is. Breast Cancer Reasearch, 2(1): 28-31

### Drugi
- Blaese R. M., Culver K. W., Miller A. D., Carter C. S., Fleisher T., Clerici M., Shearer G., Chang L., Chiang Y., Tolstoshev P., Greenblatt J. J., Rosenberg S. A., Klein H., Berger M., Mullen C. A., Ramsey W. J., Muul L., Morgan R. A., Anderson W. F. 1995. T lymphocyte-directed gene therapy for ADA- SCID: initial trial results after 4 years. Science, 270, 5235:475-80
- Breyer B., Jiang W., Cheng H., Paul R., He T. C. 2001. Adenoviral vector-mediated gene transfer for human gene therapy. Current Gene Therapy, 1, 2: 149-162
- Bunnell B. A., Morgan A. R. 1998. Gene therapy for infectious Diseases. Clinical Microbiology Reviews, 11, 1: 42-56
- Coffin J. M., Hughes H.S., Varmus H. E. 1997. Retroviruses. Cold Spring Harbor Laboratory Press. http://www.ncbi.nlm.nih.gov/books/bv.fcgi?rid=rv (10. sep. 2006)
- Choulika A., Guyot V., Nicolas J. F. 1996. Transfer of single gene-containing long terminal repeats into the genome of mammalian cells by a retroviral vector carrying the cre gene and the loxP site. Journal of Virology, 70, 3: 1792-1798
- Crepso J., Blaya C., Crespo A., Alino S. F. 1996. Long-term expression of the human alpha1-antitrypsin gene in mice employing anionic and cationic liposome vectors. Biochemical Pharmacology, 51, 10: 1309-1314
- Drinovec B. 1998. Poimenovanje in razvrstitev virusov. V: Splošna medicinska virologija. Koren S. (ur.). Ljubljana, Medicinski razgledi: 15-20
- European Medicines Agency. 2005. Work plan for the gene therapy working party (GTWP) (23. mar. 2005). http://www.emea.europa.eu/pdfs/human/genetherapy/27665605en.pdf Arhivirano 2006-11-21 na Wayback Machine. (7. sep. 2006)
- Europe Commission – DG Enterprise and Industry. 2006. Uredba Evropskega Parlamenta in Sveta o zdravilih za napredno zdravljenje ter o spremembi Direktive 2001/83/ES in Uredbe (ES) št. 726/2004 (5. sep. 2005). http://pharmacos.eudra.org/F2/advtherapies/docs/COM_2005_567_SL.pdf Arhivirano 2006-10-18 na Wayback Machine. (6. mar. 2006)
- FDA suspends trials at gene-therapy lab. 2000. CNN.com (23. avg. 2000) http://archives.cnn.com/2000/HEALTH/01/22/gene.therapy/ Arhivirano 2007-12-07 na Wayback Machine. (28. avg. 2006)
- Gene Types Transferred in Used in Gene Therapy Clinical Trials. 2006. Gene Therapy Clinical Trials WorldWide – Provided by the Journal of Gene Medicine. John Wiley & Sons, Inc. or related companies (2006). http://www.wiley.co.uk/genmed/clinical/ (5. sep. 2006)
- Greber U. F., Willetts M., Webster P., Helenius A. 1993. Stepwise dismantling of adenovirus 2 during entry into cells. Cell Press, 75,3: 477-486
- Harvey B. G., Leopold P. L., Hackett N. R., Grasso T. M., Williams P. M., Tucker A. L., Kaner R. J., Ferris B., Gonda I., Sweeney T. D., Ramalingam R., Kovesdi I., Shak S., Crystal R. G. 1999. Journal of Clinical Investigation, 104, 9: 1245-1255
- Herzog Velikonja B., Gruden K. 2000. Praktikum iz molekularne biologije, teoretični del. Študentska založba, Ljubljana, 104 str.
- Holmberg E. G., Reuer Q. R., Geisert E. E. and Owens J. L. 1994. Delivery of plasmid DNA to glial cells using pH-sensitive immunoliposomes. Biochemical and Biophysical Research Communications, 201, 2: 888-893
- Human gene therapy, Harsh Lessons, High Hopes. 2000. FDA Consumer magazine. (okt. 2000). http://www.fda.gov/fdac/features/2000/500_gene.html (28. avg. 2006)
- Hu W.S., Pathak V. K. 2000. Design of retroviral vectors and helper cells for gene therapy. Pharmacological Reviews, 52: 493-511
- Koren S. Avšič Županc T. Virusna genetika in izvor virusov. V: Splošna medicinska virologija. Koren S. (ur.). Ljubljana, Medicinski razgledi: 38-45
- Koren S., Marin. J. 1998. Razmnoževanje virusov. V: Splošna medicinska virologija. Koren S. (ur.). Ljubljana, Medicinski razgledi: 23-34
- McGrory W. J., Bautista D. S., Graham F. L. 1998. A simple technique for the rescue of early region I mutations into infectious human adenovirus type 5. Virology, 163, 2: 614-617
- Miller A. D., Garcia J. V., von Suhr N., Lynch C. M., Wilson C., Eiden M. V. 1991. Construction and properties of retrovirus packaging cells based on gibbon ape leukemia virus. Journal of Virology, 65, 5: 2220-2224
- Murray P.R., Rosenthal S. K., Kobayashi G. S., Pfaller A. M. 2002. Medical Microbiology. 4th ed. Misouri, Mosby, Inc.: 826 str.
- Phases of Gene Therapy Clinical Trials. 2006. Gene Therapy Clinical Trials WorldWide – Provided by the Journal of Gene Medicine. John Wiley & Sons, Inc. or related companies (2006). http://www.wiley.co.uk/genmed/clinical/ (5. sep. 2006)
- Schakowski F., Buttgereit P., Mazur M., Märten A., Schöttker B., Gorschlüter M., Schmidt-Wolf I. GH. 2004. Novel non-viral method for transfection of primary leukemia cells and cell lines. Genetic Vaccines and Therapy, 2: 1
- Schmitz V., Qian C., Ruiz J., Sangro B., Melero I., Mazzolini G., Narvaiza I., Prieto J. 2002. Gene therapy for liver diseases: recent strategies for treatment of viral hepatitis and liver malignancies. Gut, 50, 1:130-135
- Spitzweg C., Morris J. C. 2004. Gene therapy for thyroid cancer: current status and future prospects. Thyroid : official journal of the American Thyroid Association, 14, 6: :424-434
- Sternberg N., Hamilton D. 1981. Bacteriophage P1 site-specific recombination. I. Recombination between loxP sites. Journal of molecular biology, 150, 4:467-486
- Vectors Used in Gene Therapy Clinical Trials. 2006. Gene Therapy Clinical Trials WorldWide – Provided by the Journal of Gene Medicine. John Wiley & Sons, Inc. or related companies (2006). http://www.wiley.co.uk/genmed/clinical/ (5. sep. 2006)
- Virus Vectors & Gene Therapy: Problems, promises & prospects. 2004. Microbiology @ Leicester. (19. okt. 2004). http://www-micro.msb.le.ac.uk/3035/peel/peel1.html#intro Arhivirano 2007-03-11 na Wayback Machine. (2. sep. 2006)
- Yamada M., Lewis J. A., Grodzicker T. 1985. Overproduction of the protein product of a nonselected foreign gene carried by an adenovirus vector. Proceedings of the National Academy of Sciences of the United States of America, 82, 11: 3567-3571